# بيلمونت-لوتيزيو
بيلمونت-لوتيزيو (بالفرنسية: Belmont-Luthézieu)‏ هي بلدية فرنسية تقع في إقليم الآن في فرنسا. رمز إنسي لها هو:1036. أما الرمز البريدي لها فهو: 1260.